# IC 5298
IC 5298 је спирална галаксија у сазвјежђу Пегаз која се налази на листи објеката дубоког неба у Индекс каталогу.
Деклинација објекта је + 25° 33' 26" а ректасцензија 23h 16m 0,6s. Привидна величина (магнитуда) објекта IC 5298 износи 14,1 а фотографска магнитуда 15,0. IC 5298 је још познат и под ознакама MCG 4-54-38, CGCG 475-56, IRAS 23135+2516, PGC 70877.